# Forgatókönyvíró
A forgatókönyvíró a film forgatókönyvét írja meg. Először a filmötlet alapján szinopszist ír. A szinopszis terjedelme 1–2 oldal, amiben a film cselekményének történetét írja le a film befejezésével együtt. A szinopszisból treatment íródik, ami a film drámai kontextusa három-öt oldalban összefoglalva. Majd elkészül a storyline, ami a mű váza, jelenetsora párbeszédek nélkül. A terjedelme általában 20–30 oldal. Ebből készül el a forgatókönyv első változata. Általában 90–100 oldal egy forgatókönyv másfél órás film esetében, mivel egy oldal egy percnek felel meg. A forgatókönyv a forgatásig még sokszor változik, módosul, finomodik. Szerzői filmeknél a forgatókönyvíró és a rendező azonos. Az írás másik lehetősége, mikor a forgatókönyvíró sem szinopszist, sem traitmentet nem készít, hanem rögtön a forgatókönyv első oldalával vagy más szabadon választott jeleneténél kezd, majd jelenetről jelenetre halad. A forgatókönyveket általában Courier New betűtípussal írják.
Kétféle forgatókönyvet különböztetünk meg:
- Eredeti forgatókönyv – a film a forgatókönyvíró és/vagy rendező saját ötletéből születik meg a forgatókönyv alapján.
- Adaptált forgatókönyv – többnyire valamely irodalmi mű (dráma, könyv, novella stb.), esetleg újságcikk adaptálása (átültetése) játékfilmbe. Leggyakrabban sikerregényeket szoktak adaptálni a várható kasszasiker reményében. Adaptált könyveknél megmarad a regény cselekménye, karakterei, helyszínei, kora stb. A forgatókönyv az időkorlát miatt némi változtatásokkal követi a regény történetét, de igyekszik hű maradni az eredeti darabhoz. Van olyan példa is, mikor az eredeti mű csak részben felel meg a forgatókönyvnek.

## Lásd még
- Szkriptdoktor